# 7,92 × 33 mm
Il 7,92 × 33 mm Kurz è una cartuccia sviluppata durante la Seconda guerra mondiale in Germania per l'utilizzo con quelle che all'epoca erano definite carabine automatiche (i moderni fucili d'assalto). La munizione è talvolta chiamata 7,9 mm Kurz (corto), 7,9 Kurz, 7,9 mm K oppure 8 × 33 Polte. Fu sviluppata come via intermedia (in tedesco mittelpatrone) tra il proiettile da fucile 7,92 × 57 mm Mauser e il proiettile da pistola 9 × 19 mm Parabellum.

## Designazione militare
Nella terminologia militare della Germania non era consuetudine utilizzare il calibro per identificare le munizioni: per questo motivo i tedeschi si riferivano al 7,92 × 33 mm Kurz come Pistolenpatrone M43 (ovvero proiettile da pistola modello 43). Dopo la comparsa sulle scene del fucile d'assalto Sturmgewehr 44, il nome fu mutato in Kurzpatrone 43 (munizione corta 43).

## Retroscena
Il calibro della munizione era identico a quello del 7,92 × 57 mm utilizzato normalmente dall'esercito tedesco per il Kar98K e per le sue varie mitragliatrici. Un tentativo di sviluppare un'arma facilmente portatile camerata per proiettili da fucile fu l'FG 42, ma il rinculo eccessivo dell'arma la resero scarsamente impiegabile in situazioni di combattimento.
Era necessaria una munizione che potesse colmare il vuoto enorme tra i proiettili da fucile e i proiettili da pistola. La munizione standard 7,92 × 57 mm fu accorciata di 24 mm, portandola a 33, cosa che riduceva il rinculo dell'arma ma manteneva la munizione perfettamente utilizzabile in scontri a fuoco su distanze fino a 300 m. Questo significava, in poche parole, che la munizione poteva essere sparata da un'arma più piccola delle mitragliatrici standard pur avendo un proiettile più grande, veloce e dotata di potere d'arresto maggiore rispetto allo standard 9 mm utilizzato nei mitra tedeschi.
La mancanza di ottone nelle fasi finali della guerra costrinse le fabbriche tedesche all'uso di bossoli in acciaio per questa nuova munizione. La munizione kurz presentava un colletto più ristretto a causa della minore elasticità dell'acciaio rispetto all'ottone che avrebbe reso difficoltosa l'estrazione del bossolo. Questo il motivo per cui comparvero per la prima volta dei caricatori ricurvi per le armi che impiegavano questa nuova munizione.

## Armi
Prima dello sviluppo della munizione kurz (e quindi delle armi adatte a spararla) esistevano due categorie fondamentali di armi:
- Fucile a otturatore girevole-scorrevole: le armi standard per la maggior parte delle fanterie del mondo, univano buona precisione e alto potere d'arresto sacrificando però il rateo di fuoco dato che ogni colpo doveva essere incamerato separatamente.
- Mitra: per l'epoca un nuovo pezzo di equipaggiamento che forniva al soldato un elevato volume di fuoco e dimensioni estremamente ridotte, sacrificando al contempo precisione e potere d'arresto a causa dei proiettili da pistola che venivano sparati.

Le munizioni kurz, pur non garantendo la stessa precisione delle munizioni da fucile, erano perfette per ingaggi sulla media distanza, presentandosi come compromesso ideale tra potenza e controllo dell'arma.
Solo poche armi usarono questo proiettile; tra esse meritano menzione lo Sturmgewehr 44, lo Sturmgewehr 45, l'HIW VSK, il Volkssturmgewehr 1-5 e il Wimmersperg Spz-kr.
Dopo la Seconda guerra mondiale, il proiettile fu testato e usato per diversi prototipi sia in Argentina che in Belgio tra gli anni '40 e '50. Il primo esemplare di FAL fu progettato per sparare la K43. Dopo la guerra, fu prodotto in numero significativo dalla Repubblica Democratica di Germania, dalla Cecoslovacchia e dall'Egitto.
La Spagna, sotto le pressioni del colonnello Calzada Bayo, compì ulteriori studi sulla munizione fino a quando il fucile CETME fu camerato per il 7,62 × 51 mm NATO.
Dal momento che in alcuni paesi l'StG44 è ancora in uso, ad esempio in Libano, Pakistan, Serbia e Jugoslavia, vi è ancora richiesta per munizioni K43, che possono essere ottenute ridimensionando le 7,62 × 51 mm NATO.